# Yvon Chatelin
Pour les articles homonymes, voir Chatelin.
Yvon Chatelin, né à Dieuze (Moselle) en 1932, est docteur ès sciences, chercheur et écrivain, spécialiste des sciences de la terre. Il a publié de nombreux ouvrages et articles scientifiques. Il a promu une réflexion épistémologique sur les sciences du sol et par la suite sur l'environnement et les paysages tropicaux.
Chatelin a commencé sa carrière scientifique en Afrique. Il a proposé et participé à la création de l'équipe Pratiques et politiques scientifiques au sein de l'ORSTOM (IRD) au début des années 1980, seule équipe en France spécialisée en sociologie des sciences dans les pays en développement. Par la suite, il est devenu écrivain scientifique et biographe de Jean-Jacques Audubon et William Bartram.

## Ouvrages

### Sciences et sciences du sol
- 1979 : Une épistémologie des sciences du sol Editions de l'ORSTOM, Coll. Mémoires no.88 (Paris).
- 1986 :  Milieux et Paysages. Essai sur diverses modalités de connaissance, (avec Georges Riou), Masson, Coll. Recherches en Géographie (Paris).
- 1988 : Stratégies scientifiques et développement. Sols et Agriculture des régions chaudes (avec Rigas Arvanitis), Editions de l'ORSTOM (Paris).
- 2011 : Recherche scientifique en terre africaine. Une vie, une aventure, L'Harmattan (Paris) : 210 p.  (ISBN 978-2-296-55115-2)

### Art, histoire, nature
- 1991 : Le voyage de William Bartram : découverte du paysage et invention de l'exotisme américain, Karthala (Paris) : 291 p.  (ISBN 2-86537-344-4)
- 2001 : Audubon - Peintre, naturaliste, aventurier, édition France-Empire (Paris) : 464 p.  (ISBN 2-7048-0926-7) – Grand Prix Jules-Verne 2002, décerné par l'Académie de Bretagne et des Pays de la Loire, à Nantes.
- 2013 : Promenades dans une Amérique naissante. Sur les pas d’Audubon le naturaliste. Éditions de L’Harmattan,  (ISBN 978-2-343-01153-0).
- 2015 : L’artiste et le Révérend. Les derniers jours de Thomas Cole, chantre et peintre du paysage américain. Kindle Direct Publishing (ebook), ASIN : B014VB749S.
- 2015 : Audubon raconté par ceux qui l’ont connu. Biographie humoristique du grand artiste naturaliste. Kindle Direct Publishing (ebook), ASIN : B0159EFU9C.
- 2015 : Audubon revisité. L’aventurier, le naturaliste, le peintre. Kindle Direct Publishing (ebook), ASIN : B015TBKPJU.
- 2015 : Lieux et paysages d’Amérique. Regards d’artistes, d’Audubon à Thomas Cole (1800-1850). Kindle Direct Publishing (ebook), ASIN : B016XZXV42.
- 2016 : Douze journées de Thomas Jefferson. La Vie, le Rêve, la Mort. Kindle Direct Publishing (ebook), ASIN: B01NAHQV55.
- 2018 : Le vrai voyage de Monsieur de Combourg. Chateaubriand en Amérique - 1791, L'Harmattan, 256 p. Roman historique très documenté.

### Histoire, philosophie
- 2021 : Spinoza raconté par lui-même et ceux qui l’ont connu. Éditions de L’Harmattan, 241 p.  (ISBN 978-2-343-24030-5).